# Uwe Scheurer
Uwe Scheurer (* 19. September 1933 in Duisburg; † 20. Juli 2005) war ein deutscher Fußballspieler, der für verschiedene Vereine in der bis 1963 erstklassigen Oberliga zum Einsatz kam.

## Karriere
Der Stürmer Scheurer spielte in seiner Jugend bei Union 02 Hamborn aus Duisburg, von wo aus er 1955 mit 21 Jahren zum Meidericher SV in die 2. Liga West wechselte. Der MSV hatte zuvor den Abstieg aus der Oberliga West hinnehmen müssen; die Oberliga stellte im damals noch regional begrenzten Ligensystem die höchste Spielklasse dar. Der Verein setzte für den angestrebten Wiederaufstieg vor allem auf junge Akteure, wovon auch der Neuzugang profitierte. Scheurer, der zuvor mehrere Ligen tiefer gespielt hatte, wurde in knapp der Hälfte aller Begegnungen aufgeboten und leistete mit sieben Treffern seinen Beitrag zur 1956 erreichten Qualifikation für die Oberliga. In der höchsten Spielklasse konnte sich Meiderich sofort wieder etablieren und belegte in den darauffolgenden beiden Jahren die Ränge sieben bzw. vier. Nach 15 Partien mit sieben Treffern im ersten Jahr schaffte Scheurer in der Saison 1957/58 den Durchbruch als Stammspieler und konnte zudem mit 13 Torerfolgen auf sich aufmerksam machen. Während seine Mannschaft im November 1957 in Spanien ein Freundschaftsspiel gegen Real Saragossa bestritt, weckte er das Interesse des Gastgebers, lehnte einen Wechsel in die landesweite spanische Liga jedoch aus persönlichen Gründen ab.
1958 verließ er den Meidericher SV, für den er ligenübergreifend auf 56 Einsätze mit 27 Toren gekommen war, und unterschrieb beim Ligarivalen Fortuna Düsseldorf, was einen Wechsel von Duisburg in die Nachbarstadt bedeutete. Da er für seine Unterschrift bei der Fortuna ein Handgeld erhielt, wurde er vom Verband zunächst für ein Jahr gesperrt. Somit konnte er erst zur Spielzeit 1959/60 in den Kader aufgenommen werden und sich gegen die mannschaftsinterne Konkurrenz nicht durchsetzen, weswegen er nicht über sieben Partien mit zwei Torerfolgen hinauskam. Angesichts dessen kehrte er dem Verein 1960 wieder den Rücken.
Einen neuen Arbeitgeber fand er in der Oberliga Süd, wo er sich dem SSV Reutlingen 05 anschloss. Bei Reutlingen konnte er wieder an seine erfolgreiche Zeit in Meiderich anknüpfen und trat regelmäßig als Torschütze in Erscheinung. 1962 kehrte er, nach 46 Einsätzen mit 26 Toren in der Oberliga Süd, mit seinem Wechsel zu Rot-Weiß Oberhausen in die Oberliga West zurück. Der Klub kämpfte in der Spielzeit 1962/63 um die Qualifikation für die neu zu gründende Bundesliga, war in der Zwölfjahreswertung aber letztlich abgeschlagen. Daher musste Oberhausen ab 1963 in der als Unterbau zur Bundesliga geschaffenen Regionalliga West antreten. Scheurer nahm zu dieser Zeit keinen festen Stammplatz ein, wurde aber dennoch regelmäßig aufgeboten und konnte in den ersten beiden Regionalligajahren sechs bzw. zehn Mal treffen. Mit seiner Mannschaft ordnete er sich zwar in der oberen Tabellenhälfte ein, zur Aufstiegsrunde zur Bundesliga fehlten aber jeweils einige Zähler. Ab 1965 wurde er bei Rot-Weiß Oberhausen nicht weiter berücksichtigt. Sowohl dem Fußball als auch seiner Heimatregion rund um die Städte Duisburg und Oberhausen blieb er allerdings treu, indem er nach der Beendigung seiner aktiven Laufbahn für verschiedene Amateurvereine als Trainer wirkte. Er starb 2005 im Alter von 71 Jahren.